# أحمد شعبان
أحمد فهيم شعبان الهنداوي (مواليد 10 أكتوبر 1978) لاعب كرة قدم مصري في مركز خط الوسط الدفاعي ، ولعب لناديي بتروجيت والإنتاج الحربي.

## مسيرته الدولية
في 28 يناير 2008 شارك اللاعب في أول مباراة له مع المنتخب الوطني ضد المنتخب الناميبي  ، وانضم للمنتخب في بطولة كأس الأمم الأفريقية 2008 في غانا ولكنه كان احتياطيًّا في 5 مباريات ولم يشارك  ، وشارك مع المنتخب في تصفيات كأس العالم لكرة القدم 2010.

## الألقاب والإنجازات

### مصر
- كأس الأمم الأفريقية لكرة القدم: 2008 (احتياطي ولم يشارك)

## وصلات خارجية
- أحمد شعبان
- أحمد شعبان على موقع الاتحاد الدولي (مؤرشف)  (الإنجليزية)
- أحمد شعبان على موقع قاعدة بيانات كرة القدم.إي يو (الإنجليزية)
- أحمد شعبان على موقع ناشيونال فوتبول تيمز (الإنجليزية)
- أحمد شعبان على موقع Soccerway.com (الإنجليزية)